# Давидівська сільська рада (Якимівський район)
| Давидівська сільська рада — колишній орган місцевого самоврядування у Якимівському районі Запорізької області з адміністративним центром у с. Давидівка. Водоймища на території, підпорядкованій даній раді: річка Великий Утлюк. Сільській раді були підпорядковані населені пункти: - с. Давидівка - с. Андріївка - с. Вовчанське |

## Населення
За даними перепису населення 2001 року, на території сільради мешкало 1937 осіб. Мовний склад населення був таким:
| Мова       | Число ос. | Відсоток |
| ---------- | --------- | -------- |
| українська | 1722      | 88.90    |
| російська  | 179       | 9.24     |
| білоруська | 4         | 0.21     |
| болгарська | 1         | 0.05     |
| вірменська | 18        | 0.93     |
| молдовська | 4         | 0.21     |
| циганська  | 1         | 0.05     |

## Пам'ятки
На території сільради розташована комплексна пам'ятка природи загальнодержавного значення «Верхів'я Утлюцького лиману».

## Склад ради
Рада складалася з 16 депутатів та голови.

### Керівний склад ради
| ПІБ                     | Основні відомості                                   | Дата обрання | Дата звільнення |
| ----------------------- | --------------------------------------------------- | ------------ | --------------- |
| Шило Юрій Володимирович | Сільський голова, 1963 року народження, освіта      | 26.03.2006   | 31.10.2010      |
| Шило Юрій Володимирович | Сільський голова, 1963 року народження, освіта вища | 31.10.2010   |                 |

Примітка: таблиця складена за даними джерела